# Île-d’Aix

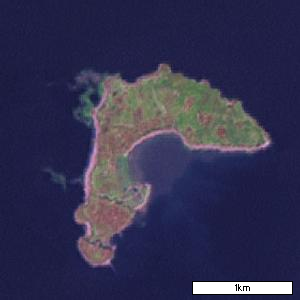
Satellitenaufnahme der Insel

Île d’Aix nordöstlich der Île d’Oléron

Île-d’Aix ist eine französische Gemeinde mit 196 Einwohnern (Stand 1. Januar 2022) im Département Charente-Maritime. Sie befindet sich auf der gleichnamigen Atlantikinsel Île d’Aix. Auch das Fort Boyard knapp drei Kilometer südwestlich der Insel gehört zur Gemeinde.

## Geografie
Die rund drei Kilometer lange und 600 m breite Insel liegt vor der französischen Atlantik-Westküste zwischen den größeren Inseln Île de Ré südwestlich und Île d’Oléron nordnordöstlich bzw. der Festung und Hafenstadt La Rochelle im Norden sowie der Gemeinde und Halbinsel bzw. Kap Fouras im Westen nördlich der Mündung der Charente.

## Bevölkerungsentwicklung
| Jahr                       | 1962 | 1968 | 1975 | 1982 | 1990 | 1999 | 2007 | 2016 | 2019 |
| -------------------------- | ---- | ---- | ---- | ---- | ---- | ---- | ---- | ---- | ---- |
| Einwohner                  | 226  | 207  | 207  | 173  | 199  | 186  | 219  | 236  | 207  |
| Quellen: Cassini und INSEE |      |      |      |      |      |      |      |      |      |

## Wirtschaft
Die Bewohner leben vom Fisch- und Krabbenfang sowie von der Muschel- und Austernzucht. Im Sommer ist der Tourismus ein wichtiges Standbein, denn die Insel wird jährlich von rund 120.000 Tagesgästen besucht.

## Geschichte
Nach der Niederlage in der Schlacht bei Waterloo machte Napoléon Bonaparte vor seiner Verbannung nach Sankt Helena im Juli 1815 hier Station. In Le Bourg wurde er im Maison de l’Empéreur untergebracht. Heute befinden sich darin die Museen der Insel.
Île-d’Aix ist Gründungsmitglied des Bundes der europäischen Napoleonstädte.

## Verkehr
Die Insel ist für den privaten motorisierten Verkehr gesperrt.
Die Insel ist nur mit dem Schiff erreichbar. Ganzjährig gibt es eine Schiffsverbindung von La Pointe de la Fumée à côté bei Fouras. Im Sommer gibt es einige Linien mehr, unter anderem von La Rochelle und Fort Boyard. Der Anlegeplatz liegt im Süden der Insel beim Fort de la Rade.

## Tourismus und Sehenswürdigkeiten
Siehe auch: Liste der Monuments historiques in Île-d’Aix
Sehenswert ist die Kirche Saint-Martin, heute die Pfarrkirche von Le Bourg. Es handelt sich um die ehemalige Klosterkirche der Benediktinerabtei Saint-Martin, die Cluny unterstand.
Auf der Insel befinden sich etliche Festungen und Bunker; die wichtigsten und größten sind das Fort de la Rade und das Fort Liédot.
Das Musée Île d’Aix besteht aus dem Musée napoléonien und dem Musée africain.

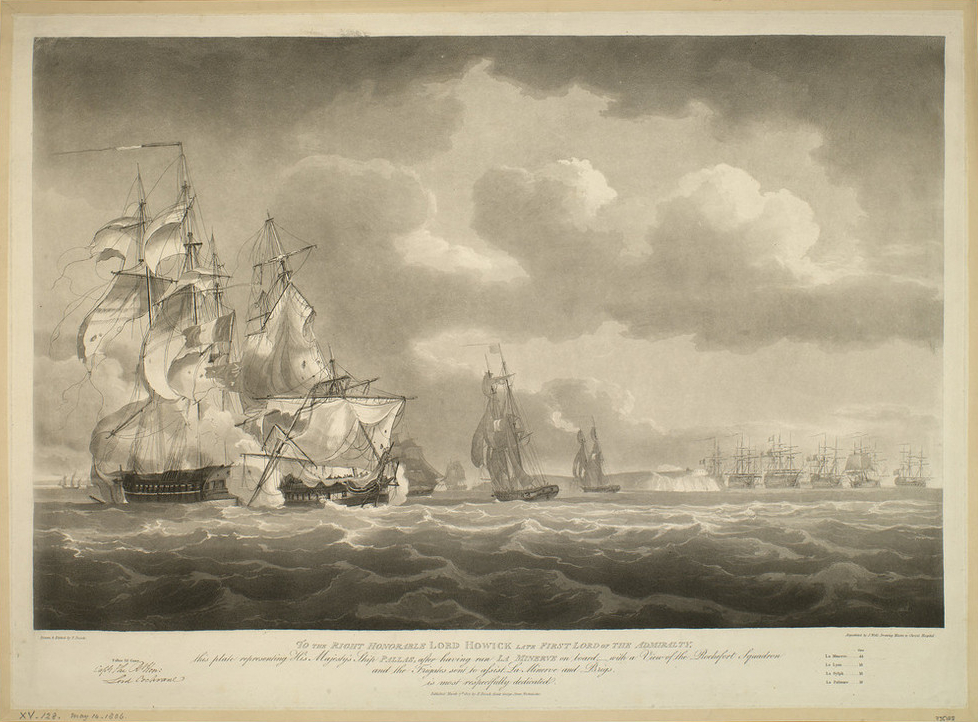
„HMS Pallas vor den Batterien der Île-d'Aix“ (Mai 1806)
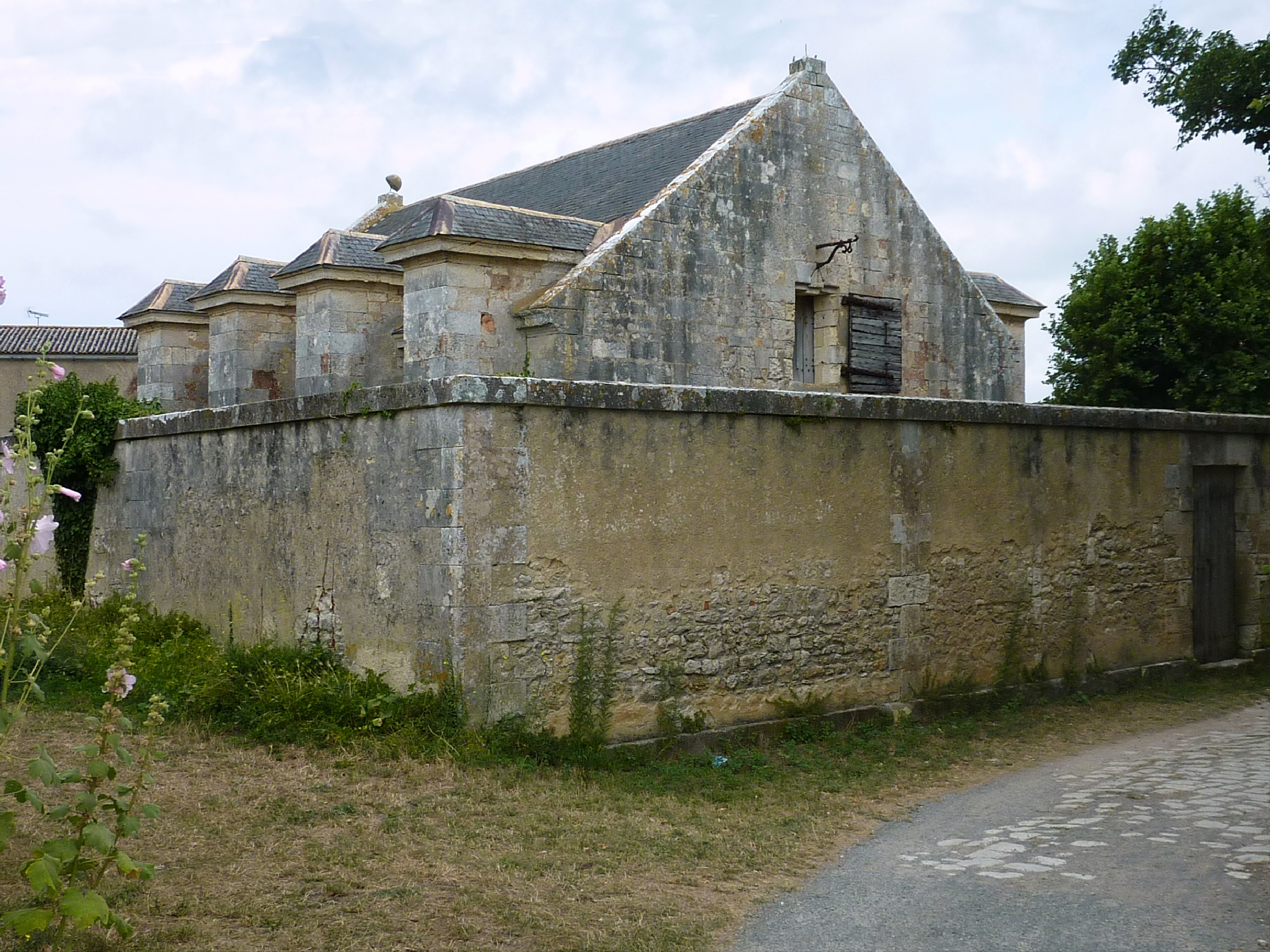
Pulver-Magazin, errichtet 1810
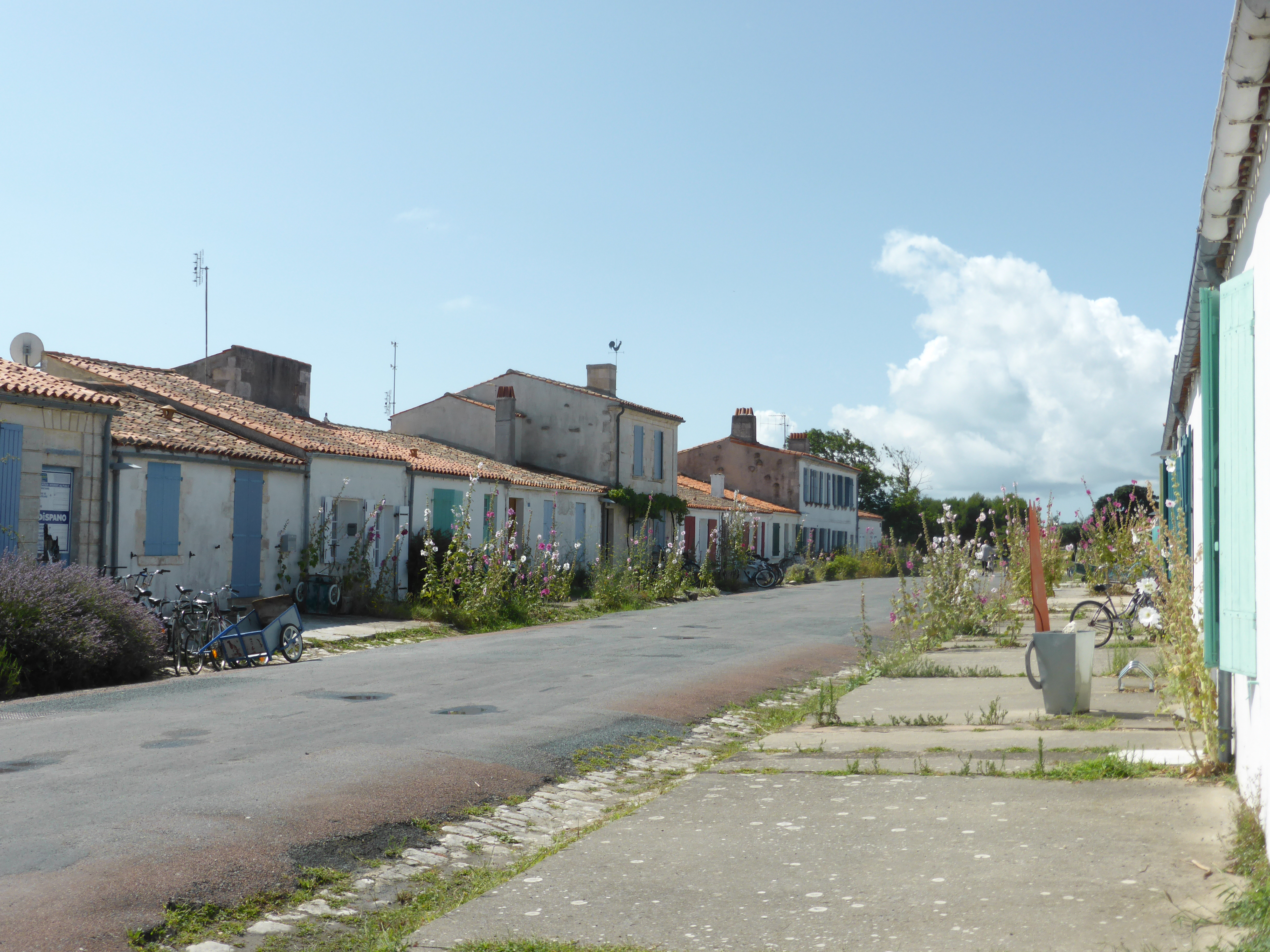
Aix rue (Dorfstrasse, August 2014)
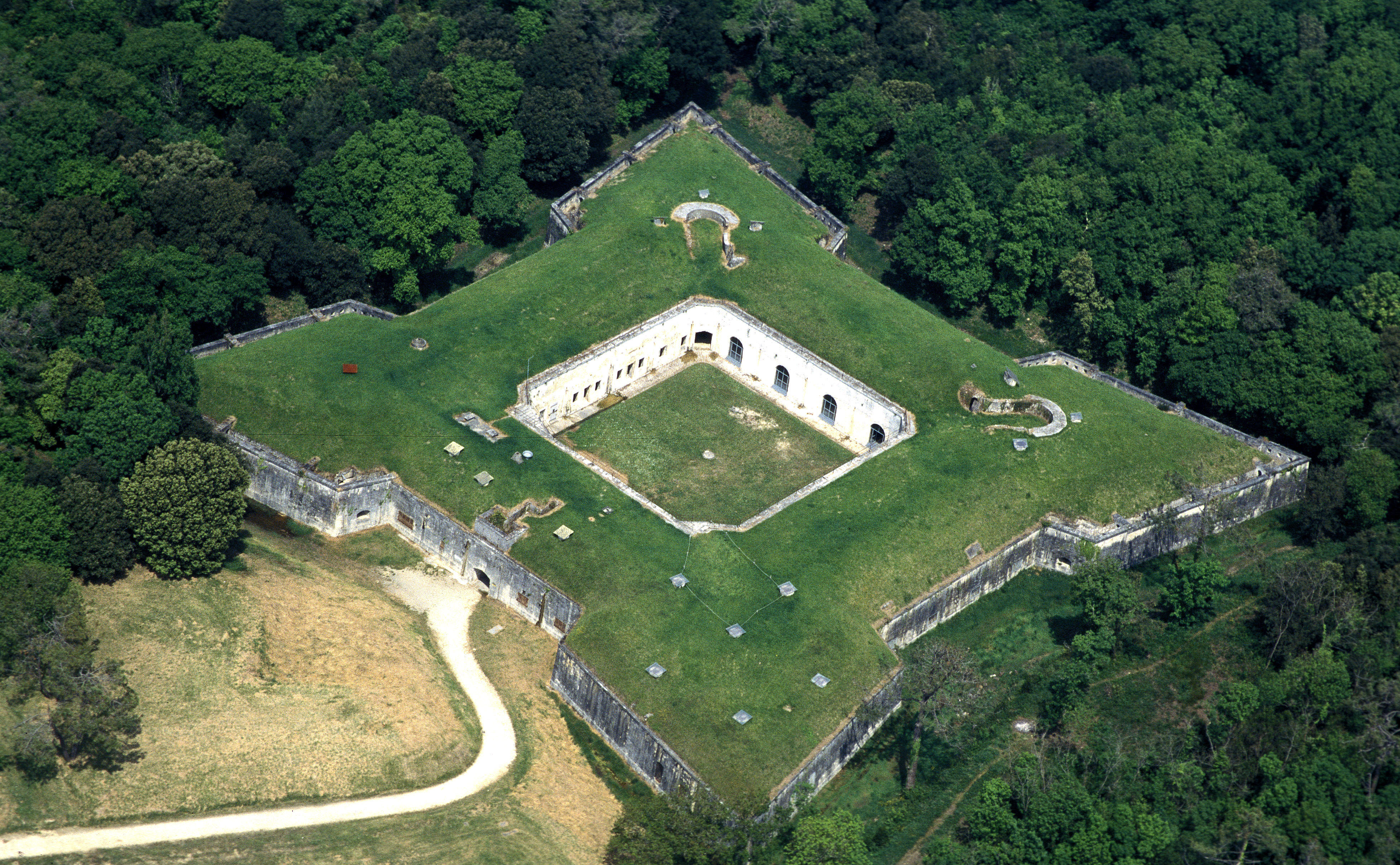
Luftbild Fort Liédot
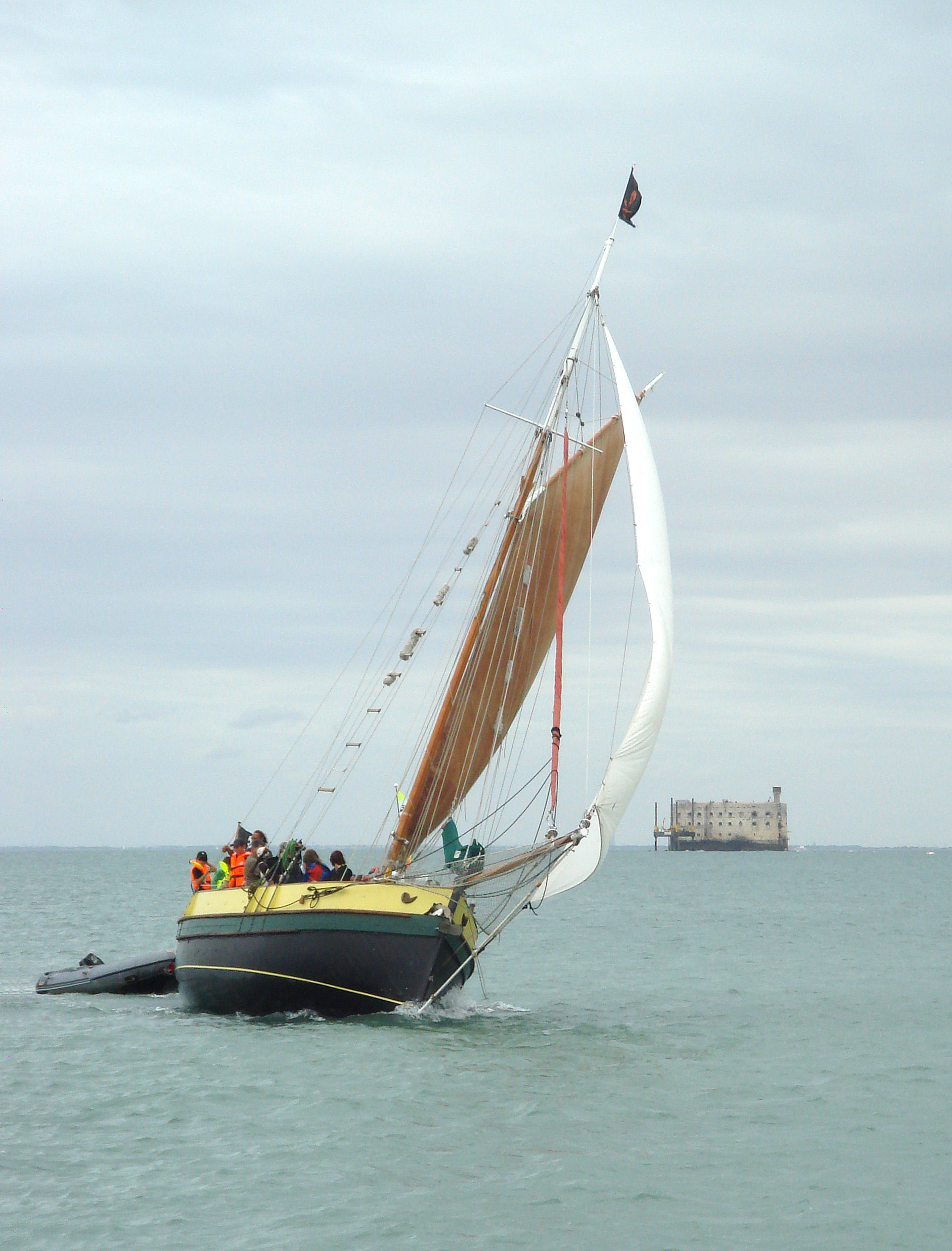
Segelboot vor Fort Boyard
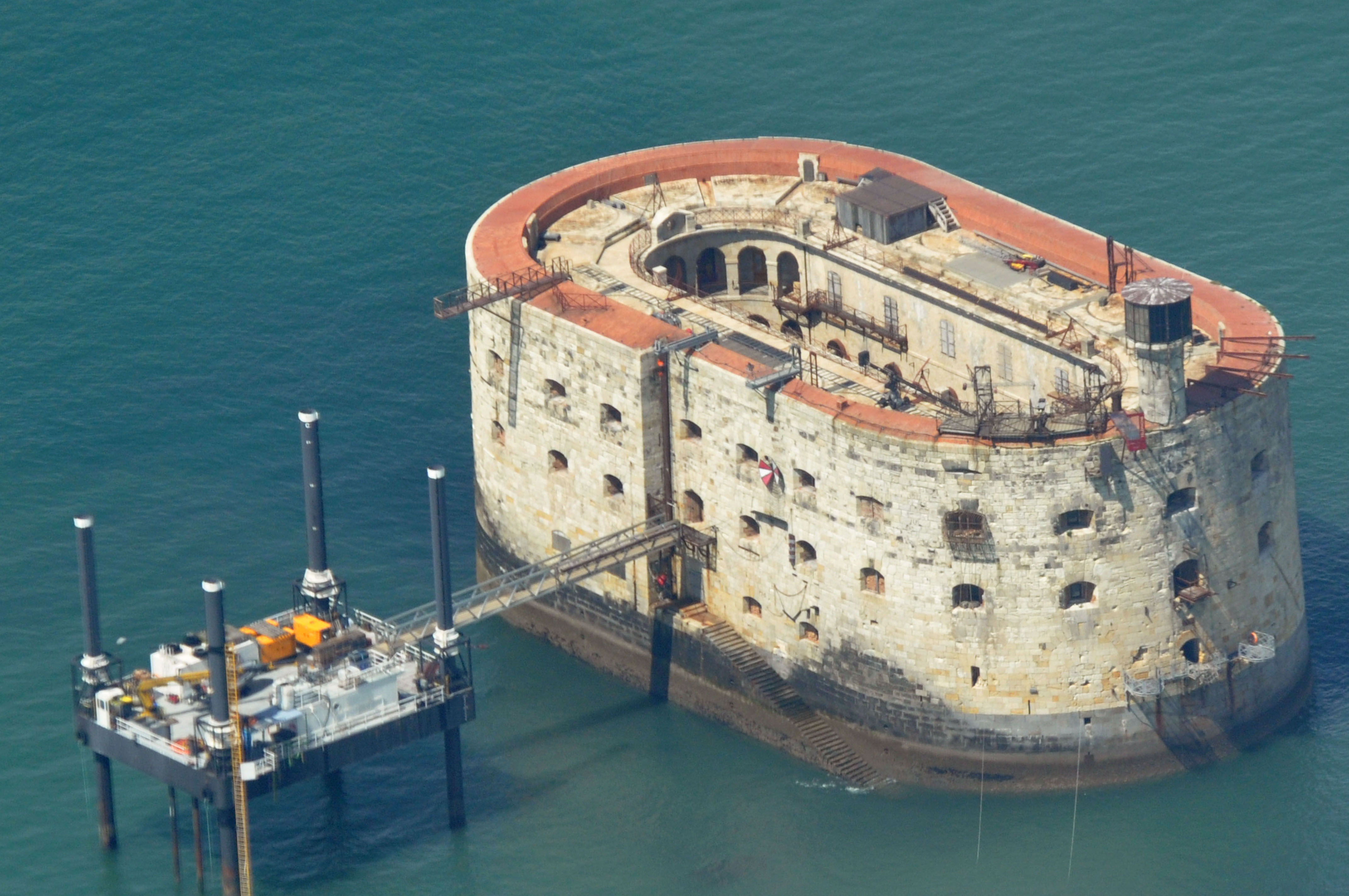
Luftbild Fort Boyard (mit Versorgungsplattform)

## Gemeindepartnerschaften
Île-d’Aix und die Nachbargemeinde Fouras pflegen mit der französischen Gemeinde Riom-ès-Montagnes im Département Cantal gemeinsam eine Städtepartnerschaft.

## Trivia
Im Film Freizeitkapitäne (Liberté-Oléron) aus dem Jahr 2000 von und mit dem französischen Regisseur, Schriftsteller und Schauspieler Bruno Podalydès und u. a. seinem Bruder Denis Podalydès, seinem Sohn Jean Podalydès und Éric Elmosnino spielen die Île d'Oléron und ein (schließlich scheiternder...) Segel- und Picknick-Ausflug auf die Île-d’Aix eine zentrale Rolle; auch das Fort Boyard sowie der lokale Schiffs- und Fährverkehr sowie das Strandleben sind „gut im Bild“.